# 空耳時間
《空耳時間》（日语：空耳アワー，そらみみアワー）是朝日電視台深夜綜藝節目《塔摩利俱樂部》的一個單元，由塔摩利和插畫家安齋肇主持，在2017年迎來播出25週年。該節目的內容是介紹各國歌曲的日語空耳，以英語歌曲為主，但亦包括法語等外語歌曲。空耳由觀眾通過明信片等方式投稿徵集，其中不少是黃段子空耳。
2020年4月10日開始，該單元一度暫停播出，但在同年10月30日恢復播出。此後空耳時間由每週播出改為定期播出。